# Pseudoceramodactylus khobarensis
Pseudoceramodactylus khobarensis is een hagedis die behoort tot de gekko's (Gekkota) en de familie Gekkonidae.

## Naam en indeling
De wetenschappelijke naam van de soort werd voor het eerst voorgesteld door Georg Haas in 1957. Ook het geslacht Pseudoceramodactylus werd beschreven door Haas in 1957, het is de enige soort uit deze monotypische groep. De soort werd enige tijd tot het geslacht Stenodactylus gerekend, waardoor de verouderde wetenschappelijk naam nog wordt gebruikt in de literatuur.
De geslachtsnaam Pseudoceramodactylus betekent vrij vertaald 'lijkend op Ceramodactylus' en verwijst naar de gelijkenis met de soorten uit het geslacht Ceramodactylus. Dit geslacht wordt tegenwoordig echter niet meer erkend. De soortaanduiding khobarensis betekent vrij vertaald 'levend in Khobar' en verwijst naar de typelocatie.

## Verspreiding en habitat
De gekko komt voor in delen van het Midden-Oosten en leeft in de landen Bahrein, Iran, Oman, Saoedi-Arabië, Qatar, Koeweit en de Verenigde Arabische Emiraten. De habitat bestaat uit vochtige tropische en subtropische scrublands en hete woestijnen. De soort is aangetroffen van zeeniveau tot op een hoogte van ongeveer 100 meter boven zeeniveau.

## Beschermingsstatus
Door de internationale natuurbeschermingsorganisatie IUCN is de beschermingsstatus 'veilig' toegewezen (Least Concern of LC).